# (37219) 2000 WN137
2000 WN137 (asteroide 37219) é um asteroide da cintura principal. Possui uma excentricidade de 0.18050530 e uma inclinação de 14.03362º.
Este asteroide foi descoberto no dia 20 de novembro de 2000 por LONEOS em Anderson Mesa.